# Петровское сельское поселение (Ростовская область)
Петровское сельское поселение — муниципальное образование в Мясниковском районе Ростовской области.
Административный центр поселения — слобода Петровка.

## Административное устройство
В состав Петровского сельского поселения входят:
- слобода Петровка,
- село Александровка 2-я,
- хутор Баевка,
- село Валуево,
- хутор Калмыково,
- село Карпо-Николаевка,
- хутор Савченко,
- хутор Стоянов,
- хутор Чкалова.

## Население
| 2010  | 2012  | 2013  | 2014  | 2015  | 2016  | 2017  |
| ----- | ----- | ----- | ----- | ----- | ----- | ----- |
| 2444  | ↗2488 | ↗2514 | ↗2553 | ↗2554 | ↗2588 | ↗2615 |
| 2018  | 2019  | 2020  | 2021  |       |       |       |
| ↗2636 | →2636 | ↘2628 | ↘2601 |       |       |       |